# Gaby (film 1956)
Gaby è un film del 1956 di produzione statunitense diretto da Curtis Bernhardt.
Si tratta di una versione cinematografica dell'opera teatrale del 1930 Waterloo Bridge scritta da Robert E. Sherwood. Tra gli sceneggiatori sono accreditati anche quelli del film Il ponte di Waterloo (Waterloo Bridge), film del 1940 diretto da Mervyn LeRoy che si basa anch'esso sull'opera teatrale. Un altro film basato sull'opera è La donna che non si deve amare (Waterloo Bridge), datato 1931 e diretto da James Whale.